# Стадлер, Алексей Валентинович
Алексей Валентинович Стадлер (13 июня 1991, Ленинград) — виолончелист.

## Биография
Из музыкальной семьи, старшие брат Сергей и сестра Юлия — также музыканты. Начал играть на виолончели в 4 года. Закончил музыкальный колледж имени Римского-Корсакова (класс К. В. Кучерова). Участвовал в мастер-классах Н. Гутман, Л. Харрелла, С. Иссерлиса, М. Зандерлинга, А. Рудина, А. Князева. Регулярно занимался с Д. Герингасом и Ф. Хельмерсоном.
С 2010 — студент Высшей Школы Музыки имени Ф. Листа (Веймар, Германия), класс проф. В. Э. Шмидта. С 2011 — стипендиат фонда «Oscar und Vera Ritter-Stiftung» (Гамбург).

## Исполнительская деятельность
Играл с оркестрами Мариинского Театра, Санкт-Петербургской Филармонии, Симфоническим оркестром Гамбурга, Йенской Филармонией, Молодёжным оркестром Северной Германии, Симфоническим оркестром Веймарской высшей школы музыки, Оркестром Государственной телерадиокомпании Украины и др. Выступал с сольными концертами на фестивале «Гейдельбергская весна» и Фестивале в Мекленбурге-Передней Померании.

## Признание
Российские премии «Юные Дарования» (2008, 2009, 2010), «Надежда России» (2008), Гран-При «Надежда России» (2009), имени Андрея Петрова (2008), «Звезда академика Д. С. Лихачёва» (2008). Алексей Стадлер — лауреат Первых премий на международных конкурсах в Париже (2003) и Вене (2005); также он получил премии на международных конкурсах камерной музыки в Италии и Австрии в дуэте с пианисткой Кариной Способиной. Первая премия и специальный приз публики на конкурсе «TONALi Grand Prix» в Гамбурге (2012).